# Música criolla y afroperuana
La música criolla es un género variado de la música peruana característico de la costa del país que tiene influencias y mezclas provenientes principalmente de Lima. Esta comparte con la música afroperuana, debido a sus orígenes musicales y rítmicos de los españoles, la gente indígena nativa y los esclavos africanos.

## Historia
El uso del término «criollo» alude principalmente al perfil transformado y decantado de géneros importados que fueron reinterpretados en el Perú.  En sí, el género fusionó estilos propios y extranjeros, que englobó a cada momento histórico, desde la época virreinal hasta ahora. Este género fue plasmándose de diferentes maneras en la cultura musical del Perú a través de los instrumentos musicales utilizados, las formas y contenidos de los cantos, los bailes, etc.
En años posteriores, además de la española y africana, la música importó también estilos estadounidenses como el foxtrot, charlestón y one step, patrones estéticos de tal manera que, aun asumiendo otras modas correspondientes a cada época, se gestaron y desarrollaron algunas formas musicales que llegan hasta fines del siglo XX y que identifican lo peruano. Inicialmente fueron parte del entretenimiento en la Lima bajo la interpretación de citadinos quienes realizaron nuevas composiciones.
Con el surgimiento de Felipe Pinglo Alva, luego de la primera formación de autores e intérpretes de la denominada Guardia Vieja, la música criolla marcó su identidad musical en la cultura popular, con ayuda de la radio de los años 1920. Las casas Columbia Records y Victor Talking Machine se interesaron en producir las primeras grabaciones comerciales para presentarlos en los Estados Unidos.
Con el tiempo, la música se popularizó. Si bien había participación masculina, el periodista Eloy Jáuregui afirmó que en 1952   alrededor de 56 cantantes mujeres se dedicaban a componer e interpretar valses, boleros y pasillos en las principales radios limeñas. Surgieron figuras emblemáticas como Jesús Vásquez, Eloísa Angulo, Esther Granados, Alicia Lizárraga, Delia Vallejos y Teresa Velásquez. Estas figuras fueron conocidas como «las seis grandes» y en 1987 fueron reconocidas por Alan García como referentes de la historia musical. Aparte del colectivo, surgieron otras personas emblemáticas en la historia como Eva Ayllón y Chabuca Granda.
La audiencia de ese género se componía básicamente de los asistentes a las jaranas y festividades populares del barrio. Para finales del siglo XX, los eventos musicales se realizaron en las denominadas «peñas», que tomaron lugar en los solares empobrecidos de Lima. Debido a los cambios generacionales, en los años 1970 se fundó el Centro Social Cultural Musical Breña, en el distrito homónimo, donde se da a conocer a nuevos talentos del género musical. En 1999, se inauguró la peña Del Carajo, una de las más concurridas, y por la que pasaron figuras representativas de los últimos años como Óscar Avilés, Lucila Campos y el «Zambo» Cavero estuvieron presentes. Sin embargo, para los años siguientes, el musicólogo Marino Martínez Espinoza señaló que el género entró en una «resaca» debido a la desaparición de sus cultores, estilos de canto y de música.
Por ser término paraguas, la música criolla agrupa varios géneros representativos como el vals peruano, la marinera y la polca peruana como también al landó, la zamacueca, el tondero y el festejo. Se nutre, también en el siglo XX, la presencia de valses de origen vienés, mazurcas, y la influencia de la música francesa e italiana de Europa. Producto del extenso impacto popular, y la consolidación de la industria, el día nacional en el Perú, el Día de la Canción Criolla, tiene lugar el 31 de octubre. En 2022 es reconocida, solo en Lima y Callao, como Patrimonio Cultural de la Nación.
En 2024, más de 70 000 obras musicales del criollismo, que incluyen a casi 10 000 grabaciones sonoras, se encuentran almacenadas en el Archivo Nacional de Derecho de Autor de Indecopi.

## Géneros de danza y música

### La zamacueca
El investigador peruano Castro Nué se ha ocupado del origen de ciertas danzas, y sostiene que la Marinera tiene su origen en la Zamacueca o Mozamala. Esta danza costumbrista de pareja que se origina probablemente en la Costa Norte del Perú La Libertad. En su origen deriva de danzas africanas bailadas en la costa peruana. La versión norteña es más alegre, movida y tocada en trompetas también, aunque en Lima, la Zamacueca tiene mayor influencia africana y el estilo de tocar la guitarra es más dulce y rítmico, es decir, contrastada con la versión norteña que es más agitanada y mestiza (con influencia andina). Como en el Tondero piurano, la danza representa la persecución del gallo a la gallina, el enamoramiento de aves y la Pelea de Gallos, temas tan populares dentro de la costa centro y norte del Perú. Para su vestuario la mujer usa un camisón llamado anaco que sobresale a manera de blusa sobre la falda ancha pegada a la cintura. También son muy vistosas las famosas "Dormilonas", artísticos pendientes (aretes) trabajados en filigrama, obra de los orfebres del pueblo. El varón utiliza sombrero de paja fina, camisa a rayas o blanca, faja norteña y pantalón blanco o negro.

### La marinera limeña o canto de jarana
Las coplas, música y baile de la marinera limeña provienen de la Zamacueca, danza intensamente bailada en el siglo XIX. Sin embargo, es Abelardo Gamarra, El Tunante, quien propone, luego de la guerra con Chile, un cambio en el nombre, ya que se le conocía también como «chilena». La zamacueca da lugar a la zamba argentina, a la cueca cuyana y norteña (argentina), la cueca boliviana y chilena, y a la marinera limeña. El canto de jarana, cultivada por grupos populares limeños hasta la mitad del siglo XX decae en su práctica originaria puesto que, en las grabaciones de discos, a causa de las propias limitaciones técnicas (los discos no admitían más de tres minutos de grabación), no se podía registrar el canto de jarana tal como se daba en los ambientes festivos en los que se cultivaba.
Una marinera limeña consta de cinco partes: tres marineras, una resbalosa y una fuga. Por eso se dice respecto de ella: "marinera de jarana: de cinco, tres". En esta forma musical y coregráfica, los cultores pueden competir en un canto de contrapunto de tiempo variable, de acuerdo al entusiasmo y las circunstancias del encuentro.

### El tondero
Danza también conocida como marinera del Alto Piura, o de la yunga piurana (Morropon). Es anterior a la Zamacueca. Deriva de música gitana y española en baile y canto. La característica principal que lo diferencia de la Marinera es su repetitivo tundete de guitarra relacionado con música en banda y trompeta gitana. Tiene influencia africana o negra en su forma corísta (coro) y a veces el uso del checo, instrumento construido utilizando calabaza seca para otorgarme ritmo negro.  Tiene una influencia andina posterior, en su forma melódicamente chillona de ejecutar la guitarra también. A diferencia de la Zamacueca y debido a la ubicación de la  Provincia de Morropón como una región pre-Andina, este baile lleva el mestizaje criollo (hispanogitano-afrodescendiente) y el Andino. Ciudades como Morropón, Chulucanas, San Juan de Bigote, La Matanza, y Salitral fueron pobladas por haciendas arrozeras y jaboneras donde vivieron muchos esclavos negros, y debido a la cercanía a la cordillera, también migrantes Andinos que trajeron el Yaraví desde Arequipa, fundiéndolo con la Cumanana, forma de origen hispano-africana; creando también el famoso término norteño  Triste con Fuga de Tondero, que es muy popular en la yunga de Lambayeque (Chongoyapana).

### El festejo, alcatraz y otros géneros afroperuanos
Nicomedes Santa Cruz, poeta decimista e investigador de la cultura afroperuana o negra, contaba que el festejo era un género musical que se cantaba, pero que no se bailaba hasta que, a finales de la década de los años 1940, don Porfirio Vásquez, decimista, bailarín y compositor, dando clases en una academia de danzas folclóricas, fusionó pasos del "Son de los diablos" con los de Resbalosa. Creó así un baile que ahora tiene gran importancia en la cultura musical peruana.
Entre los primeros Festejos populares grabados estuvieron "Don Antonio Mina" y "Trai-Lai-Lai", por el conjunto Los Chalanes del Perú en 1946. Posteriormente ya hacia la década de 1960, se popularizaron festejos del compositor Pepe Villalobos Cavero, como por ejemplo, sus obras: "El Negrito chinchiví", "El galpón", "Mueve tu cucu", "La morena Trinidad", "El pobre Miguel", "La comadre Cocoliche", "Cintura quiebra", "Milagros Grande" (con letra de Catalina Recavarren, dedicado a San Martín de Porres). Otros festejos antiguos son "Congorito",  de Filomeno Ormeño y el "Son de los diablos" de Fernando Soria, en el que describe la danza de carnaval del mismo nombre en la que se recordaba a don Francisco Andrade, a quien llamaban "Ño Bisté", el último caporal de la danza que saliera en Lima hasta 1949.
En 1956, se desarrolla un trabajo dirigido por José Durand Flórez, quien impulsó el espectáculo basado en las estampas de Pancho Fierro y que luego continuaron otras agrupaciones. La cultura popular criolla y afroperuana reconoce en núcleos familiares importantes la posibilidad de su continuidad. Entre estos tiene gran importancia la familia Vásquez: don Porfirio (proveniente de Aucallama, norte de Lima) y sus hijos, Abelardo y Vicente, quienes trabajan diversos aspectos de la cultura musical y coreográfica: la guitarra, el cajón, la composición, el canto, las décimas, el zapateo, la marinera, el festejo, los pregones, etc. La reivindicación de la presencia africana en la cultura peruana, emprendida por Victoria y Nicomedes Santa Cruz, a través de los grupos de teatro y danza, así como a través de la creación literaria, coreográfica y musical,  tuvo su mayor desarrollo hacia la década de los años 1970. Con el trabajo del Conjunto Nacional de Folclore, que dirigía Victoria Santa Cruz, quien enfatizó el trabajo de las danzas afroperuanas.
Posteriormente, en 1969 se fundó el grupo Perú Negro, dirigido por el cañetano Ronaldo Campos y que contó con el apoyo del poeta César Calvo y del Estado. Este conjunto desarrolló un repertorio importante de canciones y danzas que fueron presentadas con singular suceso tanto en el Perú como en el extranjero. Los conjuntos profesionales de bailarines y músicos son las principales fuentes de recreación de las danzas afroperuanas que se cultivan en la actualidad, en especial del festejo, baile que en el escenario se presenta como danza de parejas interdependientes y que, sin embargo, a nivel popular y espontáneo, es cultivada como baile de pareja libre, con gran aceptación del público juvenil.
Cantantes como Lucila Campos, Lucía de la Cruz, Eva Ayllón, Bartola, Marco Romero y Arturo «Zambo» Cavero han fortalecido el cultivo de estos géneros y la ampliación del repertorio en complemento a las veteranas Chabuca Granda, Carmencita Lara y Jesús Vásquez. Es singular el aporte de Carlos Soto de la Colina "Caitro Soto", quien tomando antiguas tradiciones de San Luis de Cañete, crea y recrea motivos y canciones clásicas del repertorio afroperuano. Tal es el caso de "Toro mata", género musical que según las noticias que se tienen, se diera en el siglo XIX y que cantantes como Cecilia Barraza, hicieran muy popular.
Caitro Soto es recopilador de conocidas canciones como "A sacá camote con el pie", del género landó, los festejos: "Yo tengo dos papás", "Canto a Cañete", "Curruñao", "Ollita Noma", "Negrito de San Luis" y el alcatraz "Quema tú". Canciones que se bailan, sin duda con la sensualidad y la alegría de las antiguas "danzas de cintura", como se les decía a las danzas de los descendientes africanos en San Luis de Cañete, canciones que en sus versos recogen las vivencias cotidianas de los trabajadores del campo y la ciudad.

"Todas mis canciones tienen un por qué. Son vivencias que han pasado, cosas verídicas que ha sucedido en la hacienda, en mi pueblo. Son cosas que yo he vivido o que mis antepasados o gente de mi pueblo me han contado."

"Yo la he rearmado y he hecho canciones con parte de mi vida."
Caitro Soto (op. cit.)#GGC11C

### Polca criolla
La polca (o polka) peruana o polca criolla es un género musical y baile de salón originado en el Perú dentro del género de la música criolla. Tiene orígenes en el Perú en el siglo XIX, procedentes de Europa. El género se hizo muy popular entre la clase alta, aunque con el pasar de los años se volvió parte del género popular criollo.
La polca peruana, al igual que el vals peruano, tiene sus variantes regionales, siendo el más célebre la polca tacneña. De ella se extrae su canción emblemática, «Mi Tacna hermosa», siendo por muchos considerada como el segundo himno de la región, además de formar parte fundamental del festival de polka que lleva el mismo nombre. Las principales características de la polka tacneña y de sus actores, es que los hombres vistan un chaleco de color negro y oscuro, una camisa blanca con corbata de lazo, muy elegante, y zapatos de vestir negros. Las mujeres, por su parte, usan un vestido grande, muy parecido al de la marinera norteña, solo que estos suelen ser blancos o de colores muy claros. El cabello siempre está recogido y los zapatos tienen un taco pequeño

## Músicos

### Conjuntos y dúos
El nacimiento del siglo XX encontró a Lima en medio de un arduo trajín musical. Los cantantes de entonces buscaban voltear la página del viejo género vienés, ya en agonía. Francisco Ferreyros, bohemio y popular solista de entonces, cantaba a pulmón limpio en la Alameda de los Descalzos temas decisivos: "Luis Pardo", "Celaje", "China Hereje" o "Ídolo". No era raro que eso ocurriese. Las retretas públicas y los musicales de los teatros habían creado un público fervoroso que oía a sus intérpretes con no poca pasión. Eso hizo posible que un dúo de cantantes del distrito del Rímac, Eduardo Montes y César Manrique, fueran a grabar a los Estados Unidos gracias a la Columbia Phonograph & Company, una de las primeras disqueras del mundo. Aquel dúo produjo un total de noventa y un discos de 78 rpm, con 182 temas, todos de la llamada Guardia Vieja, generalmente de autores anónimos que nunca pensaron en ese lujo estrafalario de los derechos de autor. Los discos grabados se vendieron en Lima inmediatamente. Fue el primer dúo en abrazar la fama.
En la segunda mitad de la década de 1930 brillaba Rosita Ascoy, La Limeñita, una de las pocas intérpretes mujeres en la escena principal. Años más tarde congregaría a su hermano Alejandro, su eterna segunda voz y guitarra. Ambos eran menudos, sin arrogancia y muchos decían que sus registros de voz eran más bien modestos y que su guitarreo no salía del tundete. Pero la emoción, el sentimiento con que cantaban, su cuidadosa elección de temas de la Guardia Vieja, los hicieron inmortales. Contemporáneos de Felipe Pinglo, el dúo Costa y Monteverde, conformado por Jorge Costa y Ángel Monteverde, fue uno de los más extraordinarios de su época. Los guapeos criollos de Jorge Costa hicieron historia. Tímidas y hogareñas, estaban Las Limeñitas, las hermanas Graciela y Noemí Polo. Ellas frecuentaban también los tabladillos de Radio Nacional y Radio Lima, pero nunca recalaron en la bohemia. Como otros cantantes de la época, ellas habían sido descubiertas por el prolífico pianista Filomeno Ormeño, que con Lucho de la Cuba, pianista también, acompañaban y arreglaban a cuanto cantante con proyecciones se paseaba por las radios.
Algo después, en la década de 1940 aparecen otros conjuntos criollos, estimulados por las grabaciones hechas en Chile y Argentina. En Lima se grababa en un modesto estudio al lado de las vías del tranvía, por lo que cada vez que este pasaba, se estropeaba la grabación. En esta década brillaron Los Chalanes del Perú (con Lorenzo Humberto Sotomayor, Alejandro Cortez y Pepe Ladd entre otros) y Los Trovadores del Perú (Miguel Paz, Javier Gonzales y Oswaldo Campos), quienes fueron los primeros conjuntos peruanos en ser aclamados también en el extranjero. A mediados de la década surgió el dúo Los Morochucos formado por Augusto Ego Aguirre y Luis Sifuentes, que al fallecer Sifuentes, se convertiría a partir de 1947 en trío con Alejandro Cortez y Óscar Avilés. Este trío, liderado por su director y fundador Augusto Ego-Aguirre, fue conocido como "Los Caballeros de la Canción Criolla" y aunque sin arraigo popular, fue muy conocido entre los sectores acomodados de la sociedad.
A lo largo de la historia, muchos conjuntos de música criolla han sido y son admirados, pero solo dos de ellos fueron idolatrados por el pueblo y tuvieron un éxito masivo y apoteósico: el trío Los Embajadores Criollos (1949-hasta la actualidad) y el dúo Los Troveros Criollos (1952-1990).
Los Embajadores Criollos, trío formado en 1949, estuvo integrado originalmente por Rómulo Varillas Talaviña (primera voz, guitarra), Carlos Correa Álvaro (segunda voz) y Alejandro Rodríguez (primera guitarra). Provistos de temas melodramáticos en el límite del llanto como "Víbora" o "El Tísico", llegaban a sus audiciones en la radio en elegantes autos Studebaker o Mercury, excitando el griterío de sus fanáticos que los esperaban en la calle. Rómulo Varillas, impar primera voz del conjunto, quien tenía una gruesa cadena de oro en el tobillo, que lucía al poner el pie en una silla para sostener su guitarra. En 1998, Varillas de Los Embajadores Criollos murió en la pobreza extrema, víctima de diabetes generada por su bohemia excesiva y Cortez de Los Morochucos, en extrema soledad y olvidado por quienes antes lo adularon y aclamaron.
A comienzos de la década de 1950, la canción criolla deambulaba entre la jarana estridente y el quejido plañidero de Los Embajadores, hasta que en 1952 aparecieron Los Troveros Criollos, el dúo formado por "El Carreta" Jorge Pérez y Luis Garland. En un hábil cambio de manos, se dedicaron a interpretar primero un amplio repertorio de canciones alegres, como "Cirilo Murruchuca", "Un Zapatero celoso" y otros, luego aumentado con valses del compositor Mario Cavagnaro, hechos en replana de barrio. Tremendo suceso. Fueron aclamados por el pueblo, principalmente por los jóvenes quienes se identificaron con ellos y con su mensaje alegre y optimista. Su alegría sencilla y contagiosa los paseó por la popularidad, rompiendo todos los records de ventas. Claros ejemplos son los valses: "Yo la quería Patita" y "Carretas aquí es el Tono".
Esta puerta abierta por Los Troveros Criollos condujo a la aparición de otros grupos, como el trío Los Romanceros Criollos, que siguió la senda de la música criolla alegre, pícara pero no destemplada. Julio Álvarez, Guillermo Chipana y Lucas Borja, que debutaron en 1953, pronto compartieron fama y salas de radio con los anteriores grupos. Emblema suyo fue "China hereje".
La popularidad de estos grupos era aumentada, al ir mucho a la radio y grabar otros discos quincenalmente. Eso daba para que la policía disolviese a los entusiastas que siempre abordaban a los músicos y para que estos viviesen bien, sin tener que hacer ninguna otra cosa más que cantar. Entonces Radio La Crónica o Radio América podían poner doce horas de música criolla continuada, sin perder sintonía. La jarana no solo estaba en Lima sino en el país entero. Eso lo probaron Los Dávalos en 1954, dos hermanos arequipeños que debutaron cantando "Melgar", el segundo himno de su tierra. Su tono quejumbroso y regionalista los identificó con la Ciudad Blanca. Con los años viajaron a Nueva York y se quedaron a vivir allá, como dioses vivos de la colonia peruana.
Era el año 1953, la época dorada de la radio, cuando la música criolla era la invitada especial en los hogares peruanos a la hora de almuerzo y la mayoría de emisoras contaban con un programa dedicado a lo nuestro. En esa etapa surge un trío sensacional que con el andar del tiempo llevó al estrellato internacional nuestra música. Su nombre: “Los Chamas”. Sus fundadores los hermanos Washington y Rolando Gómez del Departamento de San Martín. El nombre del trío “Los Chamas”, es típico de la selva que significa indígena, luego traspasaron fronteras e inmortalizaron canciones y compositores convirtiéndose en auténticos embajadores musicales del Perú. Uno de sus grandes éxitos: “En un atardecer” del compositor Manuel Acosta Ojeda y también “La Flor de la Canela” que se convierte en un suceso y les permite ingresar a la fama y la popularidad impulsándolos al extranjero, consagrando también a nuestra gran Chabuca Granda. En 1955 se interpreta el vals Madre, que se convierte en un himno al amor maternal y que se ha vuelto emblemático en el Día de la Madre. Este maravilloso trío criollo, con guitarristas y voces fuera de serie, que marcó época y deslumbró al público, paseó su arte inigualable por escenarios de todo el Perú y salieron de gira a Bolivia. Luego, en 1958 partieron a Estados Unidos llevando las composiciones de Chabuca Granda, Manuel Acosta Ojeda, Luis Abelardo Núñez, Amparo Baluarte, Lorenzo Humberto Sotomayor, César Miró,  Javier Cisneros, Mario Cavagnaro y Felipe Pinglo.
Pocos después, en 1957, apareció el mejor dúo mixto que se recuerde el de Irma Céspedes y Oswaldo Campos. Irma tenía una voz privilegiada. De Oswaldo se admite que fue una de las mejores segundas voces del criollismo. Ellos eludieron los temas que maltrataban a la mujer con sus letras, algo frecuente entonces por la influencia de los temas de Los Embajadores Criollos, para enraizarse en la tradición. Cantaron juntos muchos años.

#### Dúos, tríos y agrupaciones destacados de los primeros años de la música
- Hermanitas Martorell, dúo formado por: Rosina y Aída Giampietri Martorell. Cantaban en cuarteto con Luis Abanto Morales y José Inga Segovia (dirección de Filomeno Ormeño).

- Alma Criolla, agrupación formado por: Carlos Honores Pando, Víctor Flores Sales, Jorge Ibáñez Pizarro y Emilio Newman.

- Montes Y Manrique, dúo formado por: Eduardo Montes y César Augusto Manrique.

- Costa Y Monteverde, dúo formado por: Jorge Costa y Ángel Monteverde.

- La Limeñita Y Ascoy, dúo formado por los hermanos: Pedro Alejandro y Rosa Dolores Ascoy Villón.

- Las Criollitas, dúo formado por las primas: Eloísa Angulo y Margarita Cerdeña.

- Conjunto "Ricardo Palma", formado por Francisco Ballesteros Nole, Samuel Márquez, y en algún momento integrado también por Víctor 'Gancho' Arciniega y Juan Criado.

- Los Trigo, dúo formado por los hermanos: Carlos Alfredo y Zoila Trigo.

- Las Hermanas Del Rocío. dúo integrado por las hermanas: Anita e Isabel Joulain

- Las Limeñitas, dúo formado por las hermanas: Graciela y Noemí Polo.

- Los Chamas, trío conformado por: Rolando Gómez, Ricardo Luna, (luego: Washington Gómez) y Óscar Bromley.

- Los Morochucos, trío conformado por: Óscar Avilés, Augusto Ego Aguirre y Alejandro Cortez.

- Los  Chamacos, dúo conformado por: Augusto Ego Aguirre y Luis Sifuentes.
- Los Ascuez, dúo conformados por los hermanos: Augusto y Alejandro Ascuez.

- Los Virreyes De Lima, trío conformado por: Juan Salas, César Lassús y Aurelio Chávez.

- Los Kipus, trío formado por: Genaro Ganoza, Paco Maceda y Carmen Montoro (luego Zoraida Villanueva, Charito Alonso, Eva Ayllón, Pilar Valdivia, Susana Santander, Teresa Andrade y Rosa Luz García).

- Los Romanceros Criollos, trío conformado por: Julio Álvarez, Lucas Borja y Guillermo Chipana.

- Los Embajadores Criollos (1948), trío conformado por: Rómulo Varillas, Alejandro Rodríguez y Carlos Correa.

- Los Favoritos, dúo conformado por: Noemí Polo y Alejandro Cortez.

- Los Trovadores del Perú, trío conformado por: Javier Gonzáles, Oswaldo Campos y Miguel Paz.

- Fiesta Criolla, agrupación formada por: Panchito Jiménez, Óscar Avilés (luego Roberto Velásquez), Humberto Cervantes, Pedro Torres, Arístides Ramírez.

- Los Troveros Criollos, dúo formado por Jorge "Carreta" Pérez y Luis Garland.

- Los Troveros Criollos, trío formado por Luis Garland, Humberto Pejovés y Pepe Ladd.
- Los Mochicas (1953), trío formado por Nicolás Seclén Sampén, Alfonso Zárate Herrera (primera guitarra) y José Domingo Arbulú Zapata (banjo)

- Los Dávalos, dúo formado por los hermanos Víctor y José Dávalos.

- Irma y Oswaldo, dúo conformado por Irma Céspedes y Oswaldo Campos.

- Perú Negro, agrupación conformada por: Lucila y Ronaldo Campos, Carlos "Caitro" Soto, Línder Góngora, Isidoro Izquierdo, Guillermo Nicasio, Eusebio "Pititi" Sirio, Julio Algendones y Orlando Soto.

- Los Caciques, trío conformado por: Óscar "Pajarito" Bromley, Rafael Amaranto, y Félix Cassaretto "Caraspalta".[35]

- Los Cholos, dúo conformado por: Miguel Cabrejos y Víctor Gadea.

- Leturia - Velásquez, dúo destacado por: Alfredo Leturia y Gustavo "Chavo" Velásquez.

- Los Dos Compadres, dúo conformado por: Rómulo Varillas y Fernando Loli.

- El Trío Cristal, agrupación conformada por: Guillermo Chipana, Rufino Echenique y Samuel Altuna.

- Los Trovadores del Norte, agrupación conformada por: Rafael Otero, José Aguilar y Manuel Ayulo.

- Los Govea, dúo conformado por los hermanos: Alejandro y Ricardo Govea.

- Los Ases del Perú, dúo conformado por: Eddy Martínez y Oswaldo Campos.

- Los Bohemios, dúo conformado por: Santiago Caballero y Víctor Mendoza.

- Los Aguirre, agrupación conformada por los hermanos: Mercedes, Maritza, Enrique y Alfredo Aguirre.

- Los Pallas, agrupación conformada por: Manuel Zambrano, Hugo Pajuelo y Fidel Córdova.

- Los Cinco, agrupación conformada por: Maribel Freundt, Raúl Chueca, Jorge Hawie, Jorge y Patricio Sabogal.

- Los Zañartu, agrupación conformada por los hermanos: 'Julissa, Elena, Luis y Antonio Zañartu.

- Los Soles del Perú, dúo conformado por: Eduardo Álvarez y Javier Gonzáles.

- Los Catter, dúo conformado por los hermanos: José y Eduardo Catter.

- Cuarteto "Perú", agrupación conformada por los hermanos: Luis y Jesús Martínez, Jaime y Ricardo García.

- Tradición Limeña, agrupación creada por Pepe Villalobos Cavero.
- El Dúo de Oro, conformado por los esposos Norma García y Guillermo Peralta.
- Los Ardiles, agrupación conformada por los hermanos: Eddie, Federico, Jaime y Carlos Ardiles.
- Los Avilés, dúo formado por José Luis Guillón Avilés y Óscar Avilés Jr.
- Dúo Sergio Salas y Sheilla Tang, conformado por Sheilla Tang y Sergio Salas.
- Son de Callejón, agrupación conformada por Alejandro Velásquez Rocha, Carlos Anicama Bravo y Hernán Tovar Jumpa.
- Gozzo Criollo, agrupación conformada por Haydeé Canales Sevilla "La China", Sonia Valderrama Pérez, Eduardo Toledo Venegas y Fernando Valderrama Pérez

### Músicos importantes
Entre las primeras voces más importantes están:
- Humberto Cervantes, Rómulo Varillas, Alejandro Cortez, Rafael Matallana, Panchito Jiménez, Roberto Tello, Humberto Pejovés, Oscar "Pajarito" Bromley, Carlos García Godos, Víctor Dávalos, Rubén Flórez, Roberto Silva, El Carreta Jorge Pérez entre otros.

Entre los guitarristas más importantes del siglo XX, se encuentran:
- Óscar Avilés,Adolfo Zelada Arteaga, Lucho Garland, Pepe Torres, Rafael Amaranto, Vicente Vásquez, Alejandro Rodríguez, Carlos Montañez, Álvaro Pérez, Enrique Delgado, Máximo Arteaga ,Máximo Dávila, Julio Dávila, Ramón Stagnaro, Javier Munayco ,Víctor Reyes ,Alberto Urquizo ,Rolando Gómez, Rufino Ortiz y muchos más que cultivan la guitarra tradicional criolla.

Entre los guitarristas innovadores, el pionero en los años 1950 fue Lucho Garland incorporando elementos armónicos y disonantes al cancionero criollo. Siguiendo y perfeccionando su línea surgieron Carlos Hayre en los sesenta y setenta y posteriormente Álvaro Lagos, Julián Jiménez, Félix Casaverde Vivanco, Santiago "Coco" Linares, Coco Salazar y Lucho González.
No solamente la música se enmarcaba con guitarristas, sino también en tecladistas como:
- Lucho de la Cuba, Lorenzo Humberto Sotomayor, Fernando Alcázar, Manolo Ávalos, Enrique Lynch, Miguelito Cañas, Jorge Huirse, Alberto Haro, Rodolfo Coltrinari, Melitón Carrasco, Filomeno Ormeño.

Los saxofonistas, que a lo largo de los años han acompañado a algunas estrellas del canto peruano y que han dejado marcado en los surcos de los discos su huella:
- Jean Pierre Magnet, Polo Bances, Julio Mori, Aníbal Arrascue, Polo Alfaro, Pepe Hernández, Julio Díaz, Tulio Flori y Freddy Roland.

El cajón fue siempre pieza fundamental en las interpretaciones de marineras, tonderos y festejos. Últimamente se ha roto esa tradición y ha sido incorporado también al vals peruano. Los más conocidos cajoneros son:
- Ronaldo Campos, Leonardo Parodi, Eusebio Sirio "Pititi", Pepe Villalobos Cavero, Tony Succar, Félix Valdelomar, María del Carmen Dongo, Caitro Soto, Juan Medrano "Cotito", Arturo "Zambo" Cavero, Álex Acuña, Luis Casanova, Gerardo Fernández "Pomadita", César Honores Aguirre, Rafael Santa Cruz, entre muchos.

Otros músicos en diferentes estilos destacados son:
- Moisés Vivanco, César Silva, Domingo Rullo, Joe di Roma, Tito Chicoma, Reynaldo Cruz, Juan de Dios Rojas, Gonzalo Castro, Fernando Andolfo Sannicandro, Julio Santos, Augusto Valderrama, Héctor Ferreyra, Blackie Coronado, Humberto Mansilla.

## Impacto

### Preferencias musicales
Según una encuesta de la Universidad de Lima en 2003, el 59.8% de los participantes suele celebrar la musica peruana. De las más elegidas se encuentra a «La flor de la canela» como la canción favorita y Eva Ayllón como la intérprete favorita.

### Reconocimiento de la OEA
Mediante gestiones del entonces Presidente del Perú, Alan García Pérez, la Organización de Estados Americanos OEA declaró a Augusto Polo Campos, Arturo «Zambo» Cavero, Óscar Avilés, Luis Abanto Morales y Jesús Vásquez, Patrimonios Artísticos de América (3 de junio de 1987).

## En los medios de comunicación

### Revistas especializadas
Las revistas La Lira Limeña y El Cancionero de Lima fueron las más influyentes del siglo XX. Estas llevaban una serie de letras de composiciones que se llamaron popularmente como cancioneros.
Posteriormente el Círculo de Cronistas de Espectáculos recurrió al galardón La Medalla del Criollismo en los años 1980.

### Difusión en medios de comunicación
La música criolla fue difundida en la radio peruana. Destacaron en sus primeros años a las estaciones Dusa, Goyocochea, Victoria, Lima y Nacional. Aunque en los años 1930 tuvo su época de oro, Radio Nacional ganó fama por promover talentos del género décadas después.
En los años 1970 la música criolla fue emitida en horario estelar en televisión de señal abierta. En 1982 se estrenó el programa Guardia nueva, tanto en radio como en televisión (RTP) estatal cuyo nombre alude a una nueva generación de artistas del género peruano.
En 1996 la Red Científica Peruana presentó por primera vez su archivo musical en Internet.